# Факундо Монтесейрін
Факундо Монтесейрін (ісп. Facundo Monteseirín, нар. 12 березня 1995, Кутраль-Ко) — аргентинський футболіст, захисник клубу «Тігре».

## Клубна кар'єра
Вихованець клубу «Ланус». 8 вересня 2013 року в матчі проти «Расінга» з Авельянеда він дебютував у аргентинській Прімері. Того ж року Факундо завоював Південноамериканський кубок. 17 квітня 2014 року в матчі Кубка Лібертадорес проти мексиканського клубу «Сантос Лагуна» Монтесейрін забив свій перший гол за «Ланус».
Влітку 2017 року Монтесейрін на правах оренди перейшов в «Арсенал» з Саранді. 29 серпня в матчі проти «Естудіантеса» він дебютував за нову команду. 28 жовтня в поєдинку проти «Архентінос Хуніорс» Факундо забив свій перший гол за «Арсенал». Влітку Монтесейрін повернувся в «Ланус», де провів ще один сезон.
У сезоні 2019/20 Монтесейрін виступав за клуб «Сан-Мартін» (Сан-Хуан), після чого перейшов у «Тігре». Станом на 24 лютого 2021 року відіграв за команду з передмістя Буенос-Айреса 1 матч в національному чемпіонаті.

## Виступи за збірну
2015 року залучався до складу молодіжної збірної Аргентини, вигравши у її складі молодіжний чемпіонат Південної Америки в Уругваї. На турнірі Монтесейрін зіграв у 7 іграх і забив гол у матчі проти Еквадору. Цей результат дозволив команді поїхати і на молодіжний чемпіонат світу 2015 року в Новій Зеландії, де Мартінес зіграв у всіх трьох матчах, а аргентинці сенсаційно не вийшли з групи.

## Досягнення
- Чемпіон Аргентини: 2016
- Володар Суперкубка Аргентини: 2016
- Володар Кубка Двохсотріччя: 2016
- Володар Південноамериканського кубка: 2013
- Чемпіон Південної Америки (U-20): 2015